# Germán Busch (provincie)
Germán Busch is een provincie in het departement Santa Cruz in Bolivia. Bijna het gehele oppervlakte van de provincie wordt bestreken door de Pantanal, het grootste en soortenrijkste zoetwatermoeras ter wereld.
De provincie heeft een oppervlakte van 24.903 km², heeft 42.799 inwoners (2012) en ontstond op 30 november 1984 door een herverdeling van de provincies Ángel Sandoval en Chiquitos en is vernoemd naar een oorlogsheld uit de Chaco-oorlog tussen Bolivia en Paraguay. De hoofdstad is Puerto Suárez
De economie van de regio is voornamelijk gebaseerd op landbouw en de winning van kostbare edelstenen en mineralen zoals ijzererts en magnesium uit onder andere de mijn el Mutún.
Germán Busch is verdeeld in drie gemeenten:
- El Carmen Rivero Tórrez
- Puerto Quijarro
- Puerto Suárez

Andrés Ibáñez · 
Ángel Sandoval · 
Chiquitos · 
Cordillera · 
Florida · 
Germán Busch · 
Guarayos · 
Ichilo · 
Ignacio Warnes · 
José Miguel de Velasco · 
Manuel María Caballero · 
Ñuflo de Chávez · 
Obispo Santistevan · 
Sara · 
Vallegrande